# إقليم تابورا
إقليم تابورا (بالسواحلية: Mkoa wa Tabora in)‏ هو واحد من 31 إقليم إداري في تنزانيا. العاصمة الإقليمية هي بلدية تابورا. يقع الإقليم في منتصف الجزء الغربي من تنزانيا. يحد تابورا من الشمال شينيانجا ومن الشرق سينجيدا ومن الجنوب مبيا وسونغوي. أخيرًا، تقع كاتافي وكيغوما وجيتا على حدود تابورا من الغرب. تابورا هو أكبر إقليم في تنزانيا من حيث المساحة. يتركز معظم سكان الإقليم في الشمال في ولاية نزيغا ‏. وفقًا للتعداد الوطني لعام 2012، بلغ عدد سكان إقليم تابورا 2،291،623 نسمة.

## علم أصول الكلمات
اسم "تابورا" (لغة نيامويزي : ماتوبوروا) يعني بطاطس حلوة، وهي مكون غذائي شائع بين شعب نيامويزي. أفسد الأجانب الكلمة " ماتوبورا " إلى "توبورا" ثم حولوه فيما بعد إلى تابورا، اسم الإقليم اليوم.

## جغرافية

### الجيولوجيا والتضاريس
يقع إقليم تابورا على الهضبة الوسطى عند خط العرض بين 4 و7 درجات جنوب خط الاستواء. تتراوح غالبية مساحة أراضي الإقليم بين 1000 م و1500 م فوق مستوى سطح البحر. تبلغ مساحة الإقليم 76 151 كم2، الإقليم أكبر قليلاً من دولة بنما في أمريكا الوسطى (75 417 كم2). لذلك مع هذه المساحة  يُعد إقليم تابورا أكبر إقليم في تنزانيا حسب المساحة.
يقع إقليم تابورا في الجزء الأوسط الغربي من البلاد. أعلى نقطة في إقليم تابورا هي قمة ويمبو (بالسواحلية: Wumbo)‏ على ارتفاع 1395 مترًا وتقع في ولاية سيكونج ‏ الشرقية. أبرز جبل هو جبل كيزوغي الواقع في شمال تابورا في ولاية نزيغا ‏.
أطول نهر في إقليم تابورا هو نهر أوغالا الذي يغذي حوض تصريف بحيرة تنجانيقا. الأنهار الرئيسية الأخرى في إقليم تابورا هي نهر مالاغاراسي الذي يشكل الحدود الغربية مع إقليم كيغوما، وفي الشمال يوجد نهر ويمبير وفي الشمال نهر غومبي. النهر البارز الآخر هو نهر مانونغا الذي يصب شرقا في بحيرة إياسي في إقليم أروشا. ومع ذلك، تجف معظم الأنهار في تابورا خلال موسم الجفاف. يعد مستنقع مالاغاراسي أكبر مستنقع في إقليم تابورا وواحد من أكبر المستنقعات في تنزانيا. تقع تابورا على حدود جزء شرقي صغير من بحيرة ساجارا.

### النباتات والحيوانات
تغطي المحميات الغابية 34 698 كم2 (46 ٪ من الإقليم)، وتغطي محميات الصيد 17 122 كم2 (22٪ من الإقليم). اعتبارًا من عام 2019، يوجد متنزهان وطنيان الآن في أجزاء من إقليم تابورا. يقع  متنزه نهر أوغالا الوطني في جنوب غرب تابورا المشترك مع إقليم كاتافي الشمالية الشرقية. محمية كيغوسي للصيد، وهي رسميًا متنزه وطني يقع في شمال غرب تابورا، مشتركة مع إقليم جايتا الجنوبي. غابات ميومبو هو الغطاء النباتي الغالب في تابورا. ومع ذلك، هناك منطقة الشجيرات الكثيفة لا يمكن اختراقها في الشمال الشرقي تسمى غابة إتيجي (Itigi). تعد تابورا موطنًا لطيور مثل طائر الكوكال الأبيض، وهو أيضًا طائر إقليمي.

### المناخ
لدى إقليم تابورا مناخ السافانا الاستوائية Aw وفق تصنيف كوبن للمناخ. يبلغ المعدل الإجمالي لهطول الأمطار السنوي في غرب تابورا 1010 ملم. بينما يبلغ 700 ملم أو أقل في شرق تابورا باتجاه حدود سينجيدا. متوسط درجة الحرارة اليومية 23 درجة مئوية.

## التركيبة السكانية

### السكان
وفقًا للتعداد الوطني لعام 2012، كان عدد سكان الإقليم 2،291،623، وهو أقل من توقعات ما قبل التعداد البالغة 2،539،715 نسمة. :page 2 في الفترة 2002-2012، كان متوسط معدل النمو السكاني السنوي للإقليم البالغ 2.9 في المائة هو تاسع أعلى معدل في البلاد. :page 4 كانت أيضًا الإقليم الرابعة والعشرين الأكثر كثافة سكانية حيث يبلغ عدد سكانها 30 شخصًا لكل كيلومتر مربع. :page 6 كان متوسط حجم الأسرة في الإقليم البالغ 6.0 أفراد هو ثالث أعلى معدل في البلاد. :page 8

## الاقتصاد
على الرغم من كونه أكبر إقليم في البلد من حيث المساحة، إلا أن إقليم تابورا كانت يحتل المرتبة 11 من حيث الاقتصاد في تنزانيا مع إجمالي الناتج المحلي الإقليمي يقدر بـ4.7 تريليون شيلينغ تانزاني في عام 2018. إقليم تابورا يُساهم بنسبة 3.7٪ في الاقتصاد الوطني. يبلغ نصيب الفرد من الناتج المحلي الإجمالي في تابورا 2185 دولارًا أمريكيًا (تعادل القوة الشرائية)، ويحتل المرتبة 19/23 في البر الرئيسي.

## التقسيمات الإدارية

### الولايات
تنقسم إقليم تابورا إلى سبع ولايات، يدير كل منها مجلس:
|                       | ولاية إغينغا ‏ | 399,727 |
| ولاية كليوا ‏          | 393,358       |         |
| ولاية نزيغا ‏          | 502,252       |         |
| ولاية سيكونج ‏         | 179,883       |         |
| ولاية تابورا الحضرية ‏ | 226,999       |         |
| ولاية إيرامبو ‏        | 192,781       |         |
| ولاية ويوي ‏           | 396,623       |         |
| Total                 | 2,291,623     |         |

## شخصيات بارزة من إقليم تابورا
- هارونا موشي
- صمويل سيتا، سياسي تنزاني